# Juno Records
Pour les articles homonymes, voir Juno.
Juno Records est un service britannique en ligne, spécialisé dans la vente de musiques électroniques sous formats vinyle, CD et par téléchargement payant, fondé par Richard Atherton et Sharon Boyd. Le site internet est créé en 1996 sous le nom de The Dance Music Resource Pages en tant que site d'informations, listant chaque nouvelle sortie. En 1997, le site change et devient une boutique commerciale en ligne appelé Juno Records, permettant aux utilisateurs d'acheter chaque albums ou vinyle listés. Durant le boom du commerce électronique à la fin des années 1990, le site se différencie des autres  boutiques en-ligne grâce à sa présentation textuelle.

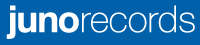
Logo.

En décembre 2004, la version 2.0 du site Internet Juno Records est lancée, avec de meilleurs graphismes, et une navigation plus flexible que le design original. En février 2006, Juno Records ajoute des téléchargements sous formats MP3 et WAV à son catalogue, et lance en juillet 2006, Juno Download. La même année, le site est récompensé meilleur site de divertissement. En 2007, une série de dix releases est commandée pour marquer le dixième anniversaire de Juno Records. En juin 2007, Juno Records remporte le « Best Of British » de DJ Magazine. Fin 2015, Juno commercilaise la technologie « Stems » de Native Instruments.